# 陽だまり (村下孝蔵のアルバム)
『陽だまり』（ひだまり）は、村下孝蔵の7枚目のオリジナル・アルバム。1987年10月21日にCBS・ソニーより発売された。

## 概要
シングル「陽だまり」「哀愁物語 -哀愁にさようなら-」を収録。
これまでの村下孝蔵の作品は全て水谷公生の編曲であったが本作で初めて異なる編曲家を起用した。
「哀愁物語 -哀愁にさようなら-」は中林由香とのデュエット楽曲で、初顔合わせとなる阿久悠から作詞が提供された。
1994年には、CD選書として再リリースされている。

## 収録曲
全作詞・作曲・編曲：村下孝蔵（特記以外）
- SIDE1-(1)(2)(5) SIDE2-(1)(2)
編曲：水谷公生
- SIDE1-(3)(4) SIDE2-(4)
編曲：遠山裕
- SIDE2-(3)
作詞：阿久悠　編曲：水谷公生

### SIDE 1
1. 砂の女
2. 夢からさめたら
3. 白い花の咲く頃
  - 「陽だまり」のB面曲。
4. 折り紙
5. 珊瑚礁

### SIDE 2
1. 陽だまり
2. 坂道から
3. 哀愁物語 -哀愁にさようなら-
4. 常緑樹
5. 約束

## 参加ミュージシャン
- Drums：高橋伸之、Mamoru Okamoto
- Bass：石山恵三、長岡道夫
- Keyboards：福田裕彦、遠山裕
- Guitar：水谷公生、村下孝蔵、経田康
- Flugelhorn：数原晋
- Percussion：菅原裕紀
- Chorus：町支寛二
- Synthesizer, Computer Programming：遠山淳
- Harmonica：八木のぶお
- Duet Vocal：中林由香（「哀愁物語 -哀愁にさようなら-」）